# Краснохвостый орлиноклювый колибри
Краснохвостый орлиноклювый колибри (лат. Eutoxeres condamini) — вид птиц семейства колибри, обитающий в Южной Америке.

## Описание
Краснохвостый орлиноклювый колибри достигает длины 13—15 см; самцы весят 10—12,5 г, а самки от 8 до 10 г. Он похож на орлиноклювого колибри, однако, внешние перья хвоста жёлто-коричневые у основания, вершины также белые. На шее имеется блестящее, сине-зелёное пятно, которое отсутствует у орлиноклювого колибри. Полосы на нижней стороне тела не чёрные и белые как у орлиноклювого колибри, а тёмно-серого и желтоватого цвета.

## Распространение
Область распространения охватывает территорию Боливии, Колумбии, Эквадора и Перу.

## Образ жизни
Поведение похоже на поведение орлиноклювого колибри. Птицы предпочитают подлесок тенистых лесов. Ведут одиночный образ жизни. Полёт медленный, со слышимыми взмахами крыльев. Питаются нектаром геликоний, при зондировании кроны цветков они крепко цепляются за растения. Кроме того, они склёвывают насекомых со стволов и ветвей. В гнездовании участвуют только самки. В кладке 2 яйца.

## Подвиды
Описаны два подвида:
- Eutoxeres condamini gracilis Berlepsch & Stolzmann, 1902 — восточные склоны Анд в Перу и на северо-западе Боливии.
- Eutoxeres condamini condamini — восточные склоны от юго-востока Колумбии до севера Перу.